# 東春日井郡
東春日井郡為過去位於日本愛知縣西北部的郡，已於1970年因無所屬町村而消失。
在1880年自春日井郡分割出時的轄區還包括現在的春日井市全部地區、尾張旭市的全部地區、瀨戶市的大部分地區、小牧市的東部地區、名古屋市的守山區。

## 歷史
過去在令制國時代屬於尾張國春日井郡，1880年春日井郡被拆分為東春日井郡和西春日井郡兩郡。

### 沿革

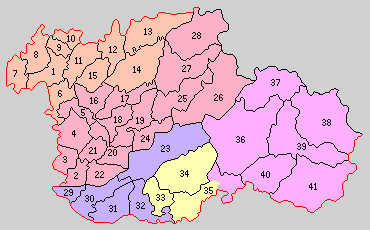
1889年東春日井郡轄下的行政區劃：1.小牧町、2.勝川村、3.味美村、4.春日井村、5.片山村、6.外山村、7.和多里村、8.境村、9.岩崎村、10.久保一色村、11.味岡村、12.池林村、13.大野村、14.大草村、15.陶村、16.田樂村、17.下原村、18.八幡村、19.小木田村、20.和爾良村、21.柏井村、22.小野村、23.志談村、24.雛五村、25.不二村、26.玉川村、27.神坂村、28.內津村、29.高間村、30.二城村、31.小幡村、32.大森村、33.印場村、34.新居村、35.八白村、36.水野村、37.掛川村、38.上品野村、39.下品野村、40.瀨戶村、41.赤津村
（紫色：現屬名古屋市、桃色：現屬瀨戶市、紅色：現屬春日井市、橙色：現屬小牧市、黃色：現屬尾張旭市）

- 1889年10月1日：實施町村制，東春日井郡下設：小牧町（日语：小牧町）、勝川村（日语：勝川町）、味美村（日语：味美村）、春日井村（日语：春日井村）、片山村（日语：片山村 (愛知県)）、外山村（日语：外山村 (愛知県)）、和多里村（日语：和多里村）、境村（日语：境村 (愛知県東春日井郡)）、岩崎村（日语：岩崎村 (愛知県東春日井郡)）、久保一色村（日语：久保一色村）、味岡村（日语：味岡村）、池林村（日语：池林村）、大野村（日语：大野村 (愛知県)）、大草村（日语：大草村 (愛知県)）、陶村（日语：陶村 (愛知県)）、田樂村（日语：田楽村）、下原村（日语：下原村 (愛知県)）、八幡村（日语：八幡村 (愛知県東春日井郡)）、小木田村（日语：小木田村）、和爾良村（日语：和爾良村）、柏井村（日语：柏井村）、小野村（日语：小野村 (愛知県)）、志談村（日语：志談村）、雛五村（日语：雛五村）、不二村（日语：不二村）、玉川村（日语：玉川村 (愛知県東春日井郡)）、神坂村（日语：神坂村 (愛知県)）、內津村（日语：内津村）、高間村（日语：高間村）、二城村（日语：二城村）、小幡村（日语：小幡村 (愛知県)）、大森村（日语：大森村 (愛知県)）、印場村（日语：印場村）、新居村（日语：新居村 (愛知県)）、八白村（日语：八白村）、水野村（日语：水野村）、掛川村（日语：掛川村）、上品野村（日语：上品野村）、下品野村（日语：下品野村）、瀨戶村、赤津村（日语：赤津村 (愛知県)）。（1町40村）
- 1891年4月1日：實施郡制（日语：郡制）。[2]
- 1892年1月29日：瀨戶村改制為瀨戶町。[3]（2町39村）
- 1892年10月24日：志談村的上志段味地區分出設置為上志段味村（日语：上志段味村）。（2町40村）
- 1893年3月28日：勝川村改制為勝川町（日语：勝川町）。[4]（3町39村）
- 1894年1月23日：境村的間間地區和間間原新田地區分出設立為真真村（日语：真々村）。（3町40村）
- 1894年4月18日：和多里村的西之島地區被併入境村。
- 1906年7月16日：（4町12村）
  - 勝川町、味美村、春日井村、柏井村合併為新設立的勝川町（日语：勝川町）。[4]
  - 小野村、和爾良村合併為鳥居松村（日语：鳥居松村）。[4]
  - 田樂村、片山村合併為鷹來村（日语：鷹來村）。[4]
  - 下原村、八幡村、小木田村和雛五村的堀之內、熊野、櫻佐、神領地區合併為篠木村（日语：篠木村）。[4]
  - 雛五村的大留地區和不二村、玉川村合併為高藏寺村（日语：高蔵寺町）。[4]
  - 神坂村、內津村合併為坂下村（日语：坂下町 (愛知県)）。[4]
  - 外山村、小牧町、真真村、境村、和多里村合併為新設立的小牧町（日语：小牧町）。
  - 岩崎村、久保一色村、味岡村合併為新設立的味岡村（日语：味岡村）。
  - 大草村、大野村、池林村、陶村合併為篠岡村（日语：篠岡村）。
  - 印場村、新居村、八白村合併為旭村。
  - 下品野村、上品野村、掛川村合併為品野村（日语：品野町）。[3]
  - 高間村、二城村、小幡村、大森村合併為守山町（日语：守山市 (愛知県)）。
  - 志談村、上志段味村合併為志段味村（日语：志段味村）。
- 1923年4月1日：廢除郡會和郡參事會。[5]
- 1924年1月1日：品野村改制為品野町。[3]
- 1925年8月26日：赤津村和旭村的今、美濃之池地區被併入瀨戶町。[3]（5町10村）
- 1926年7月1日：廢除郡役所，此後郡不再作為行政區劃，只作為地名的表示。[5]
- 1928年11月1日：坂下村改制為坂下町（日语：坂下町 (愛知県)）。（6町9村）
- 1929年10月1日：瀨戶町改制為瀨戶市[3]，並脫離東春日井郡。（5町9村）
- 1930年1月1日：高藏寺村改制為高藏寺町（日语：高蔵寺町）。（6町8村）
- 1943年6月1日：勝川町、鷹來村、篠木村、鳥居松村合併為春日井市[6]，並脫離東春日井郡。（5町5村）
- 1948年8月5日：旭村改制為旭町。（6町4村）
- 1951年5月3日：水野村被併入瀨戶市。[3]（6町3村）
- 1954年6月1日：志段味村被併入守山町，同時守山町升格為守山市（日语：守山市 (愛知県)），並脫離東春日井郡。（5町2村）
- 1955年1月1日：小牧町、味岡村、篠岡村合併為小牧市[7]，並脫離東春日井郡。（4町）
- 1958年1月1日：坂下町、高藏寺町被併入春日井市。[6]（2町）
- 1959年4月1日：品野町被併入瀨戶市。[3]（1町）
- 1970年12月1日：旭町升格並更名為尾張旭市[8]，同時東春日井郡因無所屬町村而消失。

### 變遷表
| 1889年10月1日                | 1889年 - 1944年              | 1889年 - 1944年                  | 1889年 - 1944年                  | 1889年 - 1944年                  | 1945年 - 1954年                  | 1945年 - 1954年                  | 1955年 - 1989年                    | 1989年 - 現在                      | 現在                               |
| ---------------------------- | ---------------------------- | -------------------------------- | -------------------------------- | -------------------------------- | -------------------------------- | -------------------------------- | ---------------------------------- | ---------------------------------- | ---------------------------------- |
| 小牧町                       | 小牧町                       | 1906年7月16日 合併為小牧町       | 1906年7月16日 合併為小牧町       | 1906年7月16日 合併為小牧町       | 1906年7月16日 合併為小牧町       | 1906年7月16日 合併為小牧町       | 1955年1月1日 合併為小牧市          | 1955年1月1日 合併為小牧市          | 1955年1月1日 合併為小牧市          |
| 外山村                       |                              | 1906年7月16日 合併為小牧町       | 1906年7月16日 合併為小牧町       | 1906年7月16日 合併為小牧町       | 1906年7月16日 合併為小牧町       | 1906年7月16日 合併為小牧町       | 1955年1月1日 合併為小牧市          | 1955年1月1日 合併為小牧市          | 1955年1月1日 合併為小牧市          |
| 和多里村                     |                              | 1906年7月16日 合併為小牧町       | 1906年7月16日 合併為小牧町       | 1906年7月16日 合併為小牧町       | 1906年7月16日 合併為小牧町       | 1906年7月16日 合併為小牧町       | 1955年1月1日 合併為小牧市          | 1955年1月1日 合併為小牧市          | 1955年1月1日 合併為小牧市          |
| 境村                         | 境村                         | 1906年7月16日 合併為小牧町       | 1906年7月16日 合併為小牧町       | 1906年7月16日 合併為小牧町       | 1906年7月16日 合併為小牧町       | 1906年7月16日 合併為小牧町       | 1955年1月1日 合併為小牧市          | 1955年1月1日 合併為小牧市          | 1955年1月1日 合併為小牧市          |
| 境村                         | 1894年1月23日 真真村         | 1906年7月16日 合併為小牧町       | 1906年7月16日 合併為小牧町       | 1906年7月16日 合併為小牧町       | 1906年7月16日 合併為小牧町       | 1906年7月16日 合併為小牧町       | 1955年1月1日 合併為小牧市          | 1955年1月1日 合併為小牧市          | 1955年1月1日 合併為小牧市          |
| 岩崎村                       | 岩崎村                       | 1906年7月16日 合併為味岡村       | 1906年7月16日 合併為味岡村       | 1906年7月16日 合併為味岡村       | 1906年7月16日 合併為味岡村       | 1906年7月16日 合併為味岡村       | 1955年1月1日 合併為小牧市          | 1955年1月1日 合併為小牧市          | 1955年1月1日 合併為小牧市          |
| 久保一色村                   |                              | 1906年7月16日 合併為味岡村       | 1906年7月16日 合併為味岡村       | 1906年7月16日 合併為味岡村       | 1906年7月16日 合併為味岡村       | 1906年7月16日 合併為味岡村       | 1955年1月1日 合併為小牧市          | 1955年1月1日 合併為小牧市          | 1955年1月1日 合併為小牧市          |
| 味岡村                       |                              | 1906年7月16日 合併為味岡村       | 1906年7月16日 合併為味岡村       | 1906年7月16日 合併為味岡村       | 1906年7月16日 合併為味岡村       | 1906年7月16日 合併為味岡村       | 1955年1月1日 合併為小牧市          | 1955年1月1日 合併為小牧市          | 1955年1月1日 合併為小牧市          |
| 池林村                       | 池林村                       | 1906年7月16日 合併為篠岡村       | 1906年7月16日 合併為篠岡村       | 1906年7月16日 合併為篠岡村       | 1906年7月16日 合併為篠岡村       | 1906年7月16日 合併為篠岡村       | 1955年1月1日 合併為小牧市          | 1955年1月1日 合併為小牧市          | 1955年1月1日 合併為小牧市          |
| 大野村                       |                              | 1906年7月16日 合併為篠岡村       | 1906年7月16日 合併為篠岡村       | 1906年7月16日 合併為篠岡村       | 1906年7月16日 合併為篠岡村       | 1906年7月16日 合併為篠岡村       | 1955年1月1日 合併為小牧市          | 1955年1月1日 合併為小牧市          | 1955年1月1日 合併為小牧市          |
| 大草村                       |                              | 1906年7月16日 合併為篠岡村       | 1906年7月16日 合併為篠岡村       | 1906年7月16日 合併為篠岡村       | 1906年7月16日 合併為篠岡村       | 1906年7月16日 合併為篠岡村       | 1955年1月1日 合併為小牧市          | 1955年1月1日 合併為小牧市          | 1955年1月1日 合併為小牧市          |
| 陶村                         |                              | 1906年7月16日 合併為篠岡村       | 1906年7月16日 合併為篠岡村       | 1906年7月16日 合併為篠岡村       | 1906年7月16日 合併為篠岡村       | 1906年7月16日 合併為篠岡村       | 1955年1月1日 合併為小牧市          | 1955年1月1日 合併為小牧市          | 1955年1月1日 合併為小牧市          |
| 勝川村                       | 1893年3月28日 改制為勝川町   | 1906年7月16日 合併為勝川町       | 1906年7月16日 合併為勝川町       | 1943年6月1日 合併為春日井市      | 1943年6月1日 合併為春日井市      | 1943年6月1日 合併為春日井市      | 1943年6月1日 合併為春日井市        | 春日井市                           | 春日井市                           |
| 味美村                       |                              | 1906年7月16日 合併為勝川町       | 1906年7月16日 合併為勝川町       | 1943年6月1日 合併為春日井市      | 1943年6月1日 合併為春日井市      | 1943年6月1日 合併為春日井市      | 1943年6月1日 合併為春日井市        | 春日井市                           | 春日井市                           |
| 春日井村                     |                              | 1906年7月16日 合併為勝川町       | 1906年7月16日 合併為勝川町       | 1943年6月1日 合併為春日井市      | 1943年6月1日 合併為春日井市      | 1943年6月1日 合併為春日井市      | 1943年6月1日 合併為春日井市        | 春日井市                           | 春日井市                           |
| 柏井村                       |                              | 1906年7月16日 合併為勝川町       | 1906年7月16日 合併為勝川町       | 1943年6月1日 合併為春日井市      | 1943年6月1日 合併為春日井市      | 1943年6月1日 合併為春日井市      | 1943年6月1日 合併為春日井市        | 春日井市                           | 春日井市                           |
| 片山村                       | 片山村                       | 1906年7月16日 合併為鷹來村       | 1906年7月16日 合併為鷹來村       | 1943年6月1日 合併為春日井市      | 1943年6月1日 合併為春日井市      | 1943年6月1日 合併為春日井市      | 1943年6月1日 合併為春日井市        | 春日井市                           | 春日井市                           |
| 田樂村                       |                              | 1906年7月16日 合併為鷹來村       | 1906年7月16日 合併為鷹來村       | 1943年6月1日 合併為春日井市      | 1943年6月1日 合併為春日井市      | 1943年6月1日 合併為春日井市      | 1943年6月1日 合併為春日井市        | 春日井市                           | 春日井市                           |
| 和爾良村                     | 和爾良村                     | 1906年7月16日 合併為鳥居松村     | 1906年7月16日 合併為鳥居松村     | 1943年6月1日 合併為春日井市      | 1943年6月1日 合併為春日井市      | 1943年6月1日 合併為春日井市      | 1943年6月1日 合併為春日井市        | 春日井市                           | 春日井市                           |
| 小野村                       |                              | 1906年7月16日 合併為鳥居松村     | 1906年7月16日 合併為鳥居松村     | 1943年6月1日 合併為春日井市      | 1943年6月1日 合併為春日井市      | 1943年6月1日 合併為春日井市      | 1943年6月1日 合併為春日井市        | 春日井市                           | 春日井市                           |
| 下原村                       | 下原村                       | 1906年7月16日 合併為篠木村       | 1906年7月16日 合併為篠木村       | 1943年6月1日 合併為春日井市      | 1943年6月1日 合併為春日井市      | 1943年6月1日 合併為春日井市      | 1943年6月1日 合併為春日井市        | 春日井市                           | 春日井市                           |
| 八幡村                       |                              | 1906年7月16日 合併為篠木村       | 1906年7月16日 合併為篠木村       | 1943年6月1日 合併為春日井市      | 1943年6月1日 合併為春日井市      | 1943年6月1日 合併為春日井市      | 1943年6月1日 合併為春日井市        | 春日井市                           | 春日井市                           |
| 小木田村                     |                              | 1906年7月16日 合併為篠木村       | 1906年7月16日 合併為篠木村       | 1943年6月1日 合併為春日井市      | 1943年6月1日 合併為春日井市      | 1943年6月1日 合併為春日井市      | 1943年6月1日 合併為春日井市        | 春日井市                           | 春日井市                           |
| 雛五村                       |                              |                                  |                                  | 1943年6月1日 合併為春日井市      | 1943年6月1日 合併為春日井市      | 1943年6月1日 合併為春日井市      | 1943年6月1日 合併為春日井市        | 春日井市                           | 春日井市                           |
| 1906年7月16日 合併為高藏寺村 | 1906年7月16日 合併為高藏寺村 | 1930年1月1日 改制為高藏寺町      | 1930年1月1日 改制為高藏寺町      | 1930年1月1日 改制為高藏寺町      | 1958年1月1日 併入春日井市        |                                  |                                    | 春日井市                           | 春日井市                           |
| 1906年7月16日 合併為高藏寺村 | 1906年7月16日 合併為高藏寺村 | 1930年1月1日 改制為高藏寺町      | 1930年1月1日 改制為高藏寺町      | 1930年1月1日 改制為高藏寺町      | 1958年1月1日 併入春日井市        | 不二村                           |                                    | 春日井市                           | 春日井市                           |
| 1906年7月16日 合併為高藏寺村 | 1906年7月16日 合併為高藏寺村 | 1930年1月1日 改制為高藏寺町      | 1930年1月1日 改制為高藏寺町      | 1930年1月1日 改制為高藏寺町      | 1958年1月1日 併入春日井市        | 玉川村                           |                                    | 春日井市                           | 春日井市                           |
| 神坂村                       | 神坂村                       | 1906年7月16日 合併為坂下村       | 1928年11月1日 改制為坂下町       | 1928年11月1日 改制為坂下町       | 1928年11月1日 改制為坂下町       | 1928年11月1日 改制為坂下町       |                                    | 春日井市                           | 春日井市                           |
| 內津村                       |                              | 1906年7月16日 合併為坂下村       | 1928年11月1日 改制為坂下町       | 1928年11月1日 改制為坂下町       | 1928年11月1日 改制為坂下町       | 1928年11月1日 改制為坂下町       |                                    | 春日井市                           | 春日井市                           |
| 志談村                       | 志談村                       | 1906年7月16日 合併為志段味村     | 1906年7月16日 合併為志段味村     | 1906年7月16日 合併為志段味村     | 1954年6月1日 併入守山町          | 1954年6月1日 升格為守山市        | 1963年2月15日 併入名古屋市         | 1963年2月15日 併入名古屋市         | 1963年2月15日 併入名古屋市         |
| 志談村                       | 1892年10月24日 上志段味村    | 1906年7月16日 合併為志段味村     | 1906年7月16日 合併為志段味村     | 1906年7月16日 合併為志段味村     | 1954年6月1日 併入守山町          | 1954年6月1日 升格為守山市        | 1963年2月15日 併入名古屋市         | 1963年2月15日 併入名古屋市         | 1963年2月15日 併入名古屋市         |
| 高間村                       | 高間村                       | 1906年7月16日 合併為守山町       | 1906年7月16日 合併為守山町       | 1906年7月16日 合併為守山町       | 1906年7月16日 合併為守山町       | 1954年6月1日 升格為守山市        | 1963年2月15日 併入名古屋市         | 1963年2月15日 併入名古屋市         | 1963年2月15日 併入名古屋市         |
| 二城村                       |                              | 1906年7月16日 合併為守山町       | 1906年7月16日 合併為守山町       | 1906年7月16日 合併為守山町       | 1906年7月16日 合併為守山町       | 1954年6月1日 升格為守山市        | 1963年2月15日 併入名古屋市         | 1963年2月15日 併入名古屋市         | 1963年2月15日 併入名古屋市         |
| 小幡村                       |                              | 1906年7月16日 合併為守山町       | 1906年7月16日 合併為守山町       | 1906年7月16日 合併為守山町       | 1906年7月16日 合併為守山町       | 1954年6月1日 升格為守山市        | 1963年2月15日 併入名古屋市         | 1963年2月15日 併入名古屋市         | 1963年2月15日 併入名古屋市         |
| 大森村                       |                              | 1906年7月16日 合併為守山町       | 1906年7月16日 合併為守山町       | 1906年7月16日 合併為守山町       | 1906年7月16日 合併為守山町       | 1954年6月1日 升格為守山市        | 1963年2月15日 併入名古屋市         | 1963年2月15日 併入名古屋市         | 1963年2月15日 併入名古屋市         |
| 印場村                       | 印場村                       | 1906年7月16日 合併為旭村         | 旭村                             | 旭村                             | 1948年8月5日 改制為旭町          | 1948年8月5日 改制為旭町          | 1970年12月1日 升格並更名為尾張旭市 | 1970年12月1日 升格並更名為尾張旭市 | 1970年12月1日 升格並更名為尾張旭市 |
| 新居村                       |                              | 1906年7月16日 合併為旭村         | 旭村                             | 旭村                             | 1948年8月5日 改制為旭町          | 1948年8月5日 改制為旭町          | 1970年12月1日 升格並更名為尾張旭市 | 1970年12月1日 升格並更名為尾張旭市 | 1970年12月1日 升格並更名為尾張旭市 |
| 八白村                       |                              | 1906年7月16日 合併為旭村         |                                  |                                  | 1948年8月5日 改制為旭町          | 1948年8月5日 改制為旭町          | 1970年12月1日 升格並更名為尾張旭市 | 1970年12月1日 升格並更名為尾張旭市 | 1970年12月1日 升格並更名為尾張旭市 |
| 1925年8月26日 併入瀨戶町     | 1929年10月1日 改制為瀨戶市   | 1929年10月1日 改制為瀨戶市       | 瀨戶市                           | 瀨戶市                           | 瀨戶市                           | 瀨戶市                           |                                    |                                    |                                    |
| 1925年8月26日 併入瀨戶町     | 1929年10月1日 改制為瀨戶市   | 1929年10月1日 改制為瀨戶市       | 瀨戶市                           | 瀨戶市                           | 瀨戶市                           | 瀨戶市                           | 赤津村                             |                                    |                                    |
| 瀨戶村                       | 1929年10月1日 改制為瀨戶市   | 1929年10月1日 改制為瀨戶市       | 瀨戶市                           | 瀨戶市                           | 瀨戶市                           | 瀨戶市                           | 1892年1月29日 改制為瀨戶町         | 1892年1月29日 改制為瀨戶町         | 1892年1月29日 改制為瀨戶町         |
| 水野村                       | 水野村                       | 水野村                           | 水野村                           | 水野村                           | 瀨戶市                           | 瀨戶市                           | 1951年5月3日 併入瀨戶市            |                                    |                                    |
| 掛川村                       | 掛川村                       | 1906年7月16日 合併為品野村       | 1924年1月1日 改制為品野町        | 1924年1月1日 改制為品野町        | 1924年1月1日 改制為品野町        | 1924年1月1日 改制為品野町        | 1959年4月1日 併入瀨戶市            |                                    |                                    |
| 上品野村                     |                              | 1906年7月16日 合併為品野村       | 1924年1月1日 改制為品野町        | 1924年1月1日 改制為品野町        | 1924年1月1日 改制為品野町        | 1924年1月1日 改制為品野町        | 1959年4月1日 併入瀨戶市            |                                    |                                    |
| 下品野村                     |                              | 1906年7月16日 合併為品野村       | 1924年1月1日 改制為品野町        | 1924年1月1日 改制為品野町        | 1924年1月1日 改制為品野町        | 1924年1月1日 改制為品野町        | 1959年4月1日 併入瀨戶市            |                                    |                                    |
| 愛知郡幡野村                 | 愛知郡幡野村                 | 1906年5月10日 合併為愛知郡幡山村 | 1906年5月10日 合併為愛知郡幡山村 | 1906年5月10日 合併為愛知郡幡山村 | 1906年5月10日 合併為愛知郡幡山村 | 1906年5月10日 合併為愛知郡幡山村 | 1955年2月11日 併入賴戶市           |                                    |                                    |
| 愛知郡山口村                 |                              | 1906年5月10日 合併為愛知郡幡山村 | 1906年5月10日 合併為愛知郡幡山村 | 1906年5月10日 合併為愛知郡幡山村 | 1906年5月10日 合併為愛知郡幡山村 | 1906年5月10日 合併為愛知郡幡山村 | 1955年2月11日 併入賴戶市           |                                    |                                    |